# Résolution 277 du Conseil de sécurité des Nations unies
Membres permanents
- Chine (Taïwan)
- États-Unis
- France
- Royaume-Uni
- URSS

Membres non permanents
- Burundi
- Colombie
- Espagne
- Finlande
- Nicaragua
- Népal
- Pologne
- Sierra Leone
- Syrie
- Zambie

Résolution no 276 Résolution no 278
La résolution 277 du Conseil de sécurité des Nations unies est adoptée 14 voix contre zéro lors de la 1 535e séance du Conseil de sécurité des Nations unies le 18 mars 1970, concernait l'État de Rhodésie du Sud, aujourd'hui connu sous le nom de Zimbabwe. Le Conseil a réaffirmé ses précédentes résolutions et a noté avec une vive inquiétude que les efforts déployés jusqu'à présent pour mettre fin à la rébellion avaient échoué, que certains pays (le Portugal et l'Afrique du Sud mentionnés spécifiquement) n'avaient pas respecté les résolutions du Conseil et que la situation en Rhodésie du Sud continuait de se détériorer en raison des nouvelles mesures prises par le régime.
Le Conseil a également réaffirmé la responsabilité du Royaume-Uni sur le territoire et a exigé le retrait immédiat du personnel armé sud-africain de la Rhodésie du Sud. En conclusion, le Conseil a décidé que tous les États membres devaient immédiatement rompre toutes les relations diplomatiques, consulaires, commerciales, militaires et autres et mettre fin à toute représentation qu'ils maintenaient sur le territoire, interrompre immédiatement tout moyen de transport existant à destination et en provenance de la Rhodésie du Sud et que les organisations internationales et régionales devaient suspendre l'adhésion du régime illégal.
La résolution a été adoptée à la quasi-unanimité, l'Espagne s'étant abstenue.

### Sources
- (en) Cet article est partiellement ou en totalité issu de l’article de Wikipédia en anglais intitulé « United Nations Security Council Resolution 277 » (voir la liste des auteurs).

### Texte
- Résolution 277 Sur fr.wikisource.org
- Résolution 277 Sur en.wikisource.org